# Mapa de Cassini
El mapa de Cassini o mapa de l'Acadèmia és el primer mapa topogràfic i geomètric establert a l'escala del conjunt del regne de França. És més adient parlar del mapa Cassini, perquè fou elaborat per la família Cassini, principalment per César-François Cassini (Cassini III) i el seu fill Jean-Dominique Cassini (Cassini IV) al segle XVIII.

## Descripció
L'escala adoptada per a elaborar el mapa és d'una línia per a cada cent toeses, o el que és el mateix a una escala 1/86.400.

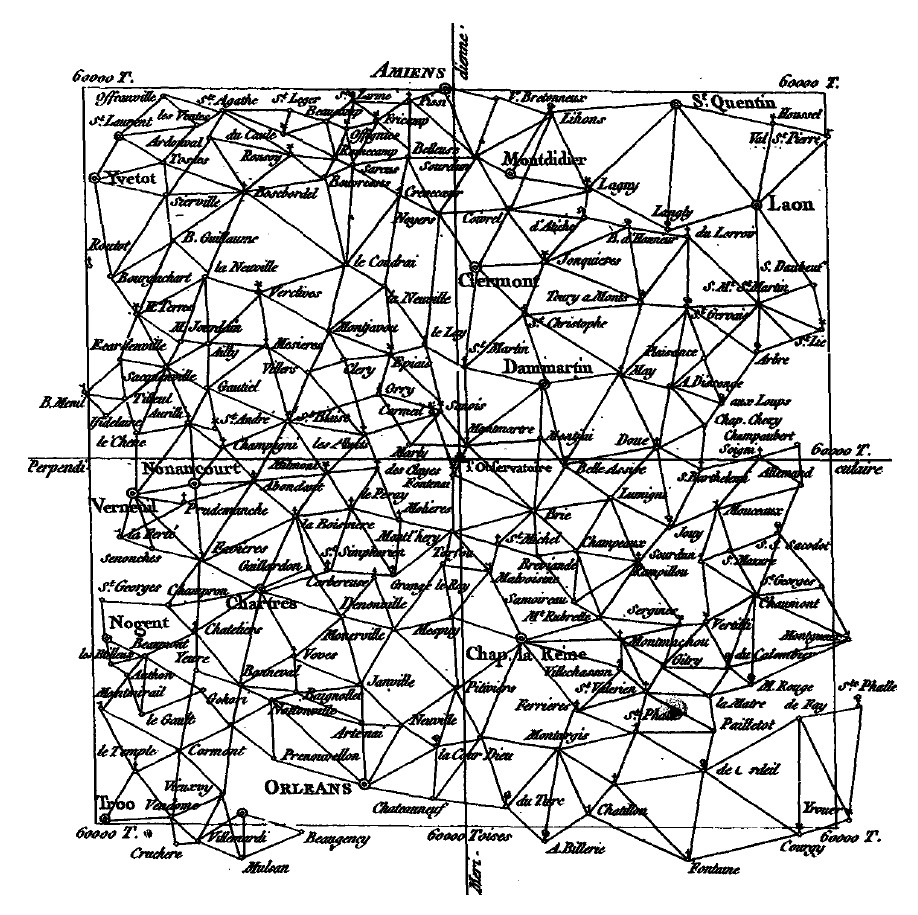
Plànol triangulat de 60.000 toeses al voltant de París, d'abans de 1751.

Primera iniciativa cartogràfica a escala de tota França, aquest mapa va constituir una autèntica innovació i un avenç tècnic decisiu en el seu moment. És el primer mapa que es basa en una triangulació geodèsica que va trigar més de seixanta anys a completar-se. Quatre generacions de Cassini s'hi van involucrar per a dur a terme aquest treball. El mapa no localitza amb precisió les cases ni els límits dels aiguamolls i boscos, però el nivell de precisió de la xarxa viària representada és tal que superposant fotos de satèl·lit ortorectificades als fulls del mapa de França s'obtenen resultats espectaculars.
L'obra dels Cassini fins i tot va deixar la seva empremta al terreny on encara avui trobem topònims anomenats “Señal Cassini”, que ens descobreixen els llocs on es feien les mesures de l'època. Aquestes fites corresponen als vèrtexs dels innombrables triangles que formaven el marc del mapa de Cassini.

Actualment, els investigadors consulten freqüentment els fulls del mapa Cassini, ja sigui el seu format paper a la sala de lectura del departament de mapes i plànols de la Biblioteca Nacional de França, o el seu format digital en línia. És d'especial interès per als arqueòlegs, arquitectes, paisatgistes, historiadors, geògrafs, genealogistes, caçadors de tresors i ecologistes que necessiten fer ecologia retrospectiva o entendre la història del paisatge.

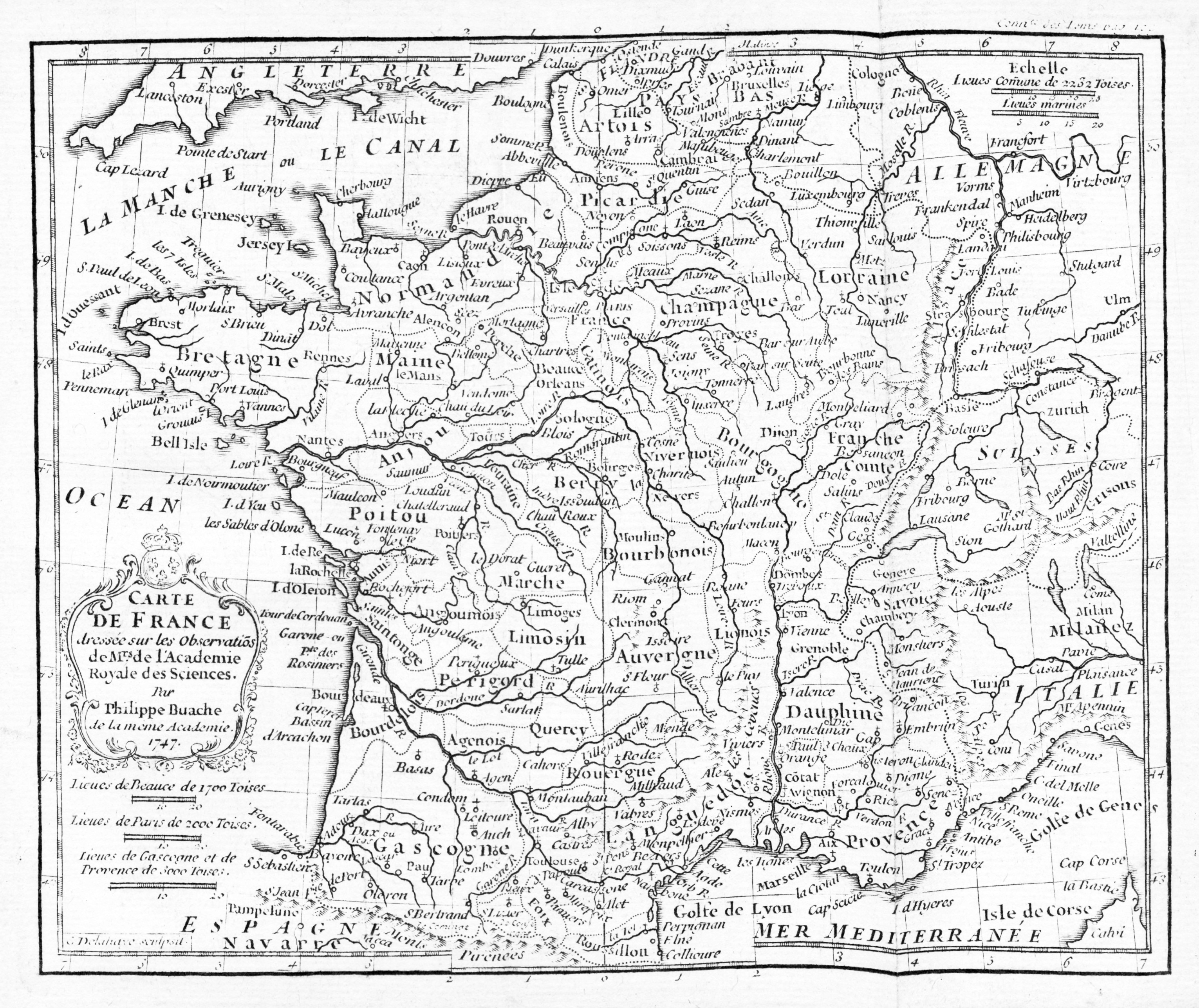
El primer mapa geogràfic de França publicat per la Reial Acadèmia de Ciències el 1747.

## Orígens
Es pot considerar que el mapa Cassini de França troba les seves arrels en el regnat de Lluís XIV amb, per una banda, la creació de l'Acadèmia de Ciències i les grans ambicions de Colbert pel que fa a la marina francesa i les costes de França per defensar-se, i l'estat d'imprecisió de la geografia del país, per l'altra. De fet, les distàncies entre localitats, per exemple, s'estimaven molt sovint en dies de viatge, sense mesurar realment els desplaçaments realitzats.
El 1668, Colbert va informar a l'Acadèmia de Ciències que "desitjava que treballéssim per fer mapes de França geogràficament més precisos que els que ja s'han han fet...". L'astrònom i geodesta Jean Picard va realitzar aleshores la primera triangulació de París a Amiens amb el seu meridià i així va posar les bases del particular mapa de l'entorn de París que seguiria al llarg de la seva creació per David Vivier.
Aleshores, en els anys 1671-1673, el rei Lluís XIV va ordenar a l'Acadèmia que elaborés un mapa de tota França amb la màxima precisió possible. Picard i La Hire van registrar astronòmicament les latituds i longituds de les principals poblacions costaneres, treball que conduirà als contorns del mapa corregit (però no triangulat) de França, presentat a l'Acadèmia el 1682.

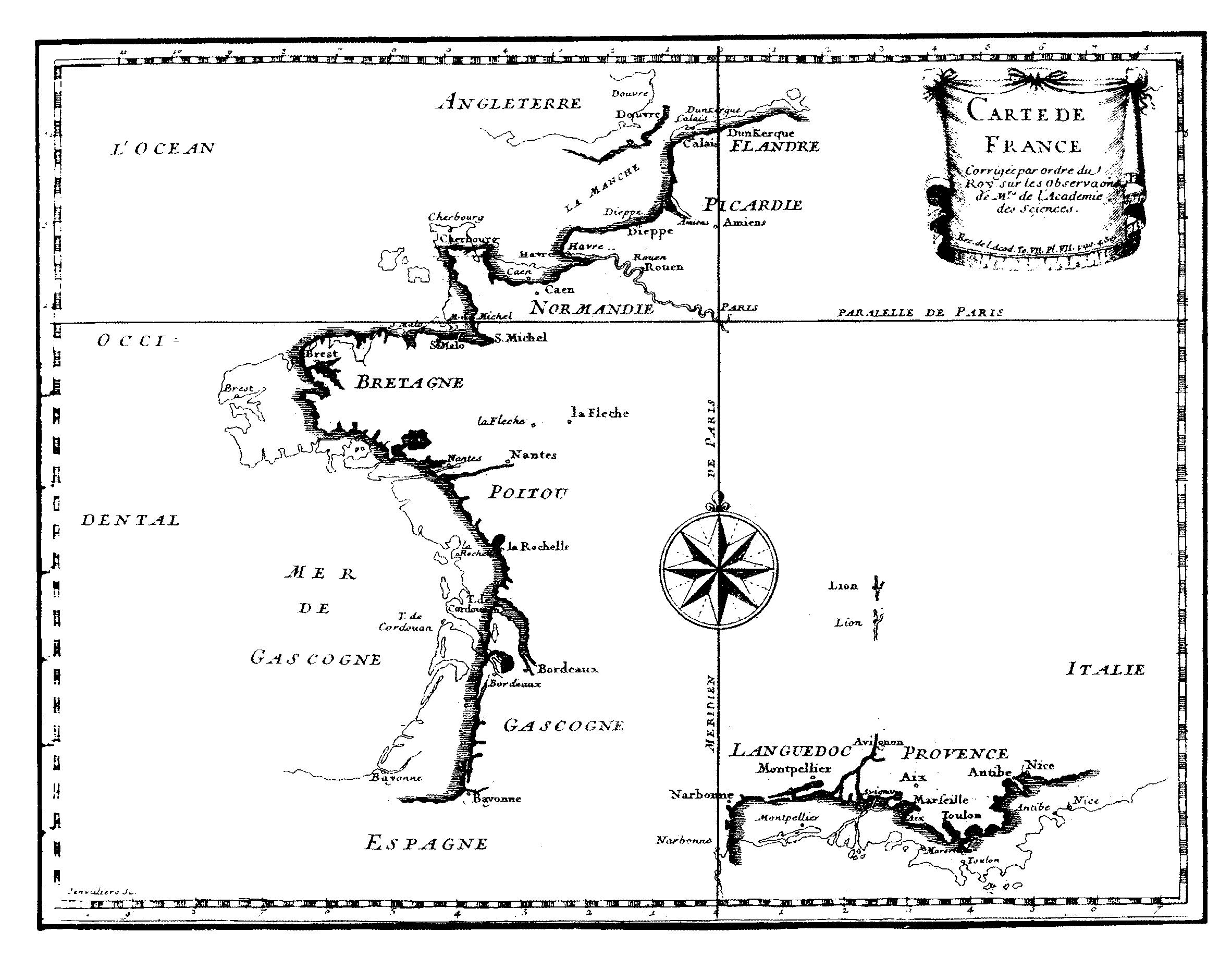
Mapa corregit de França, presentat a l'Acadèmia el 1682.

## Després del mapa de Cassini
El 1808, Napoleó I va decidir d'establir un mapa destinat a substituir el de Cassini; Tanmateix, a tot l'Imperi, els enginyers geogràfics del Dipòsit de Guerra que hi havien de treballar van haver de fer un treball més urgent: mapes dels camps de batalla, treballs topogràfics a les fronteres del nord, o l'elaboració de mapes topogràfics com els de Jean-Joseph Tranchot. Així doncs, calia esperar a la Segona Restauració perquè la implantació d'aquest nou mapa pogués començar amb el primer treball d'una triangulació basada en el meridià de Delambre i Méchain.
El treball en aquest mapa es va dur a terme entre 1817 i 1866, provant diverses escales diferents. Es tractava d'un mapa per a l'ús militar, el mapa d'estat major, a escala 1:80.000, els primers fulls del qual es van publicar a partir de 1833. Malgrat l'existència d'aquests últims mapes, que eren molt més precisos, els mapes de Cassini encara es van mantenir com a una font per a la cartografia del segle xix. Així ho demostra el mapa de França del Servei d'Enginyeria Militar de 1878, on les línies dels cursos d'aigua i els noms de les diferents ciutats i pobles ocupen les línies i els gràfics dels mapes de Cassini.

## Usos contemporanis

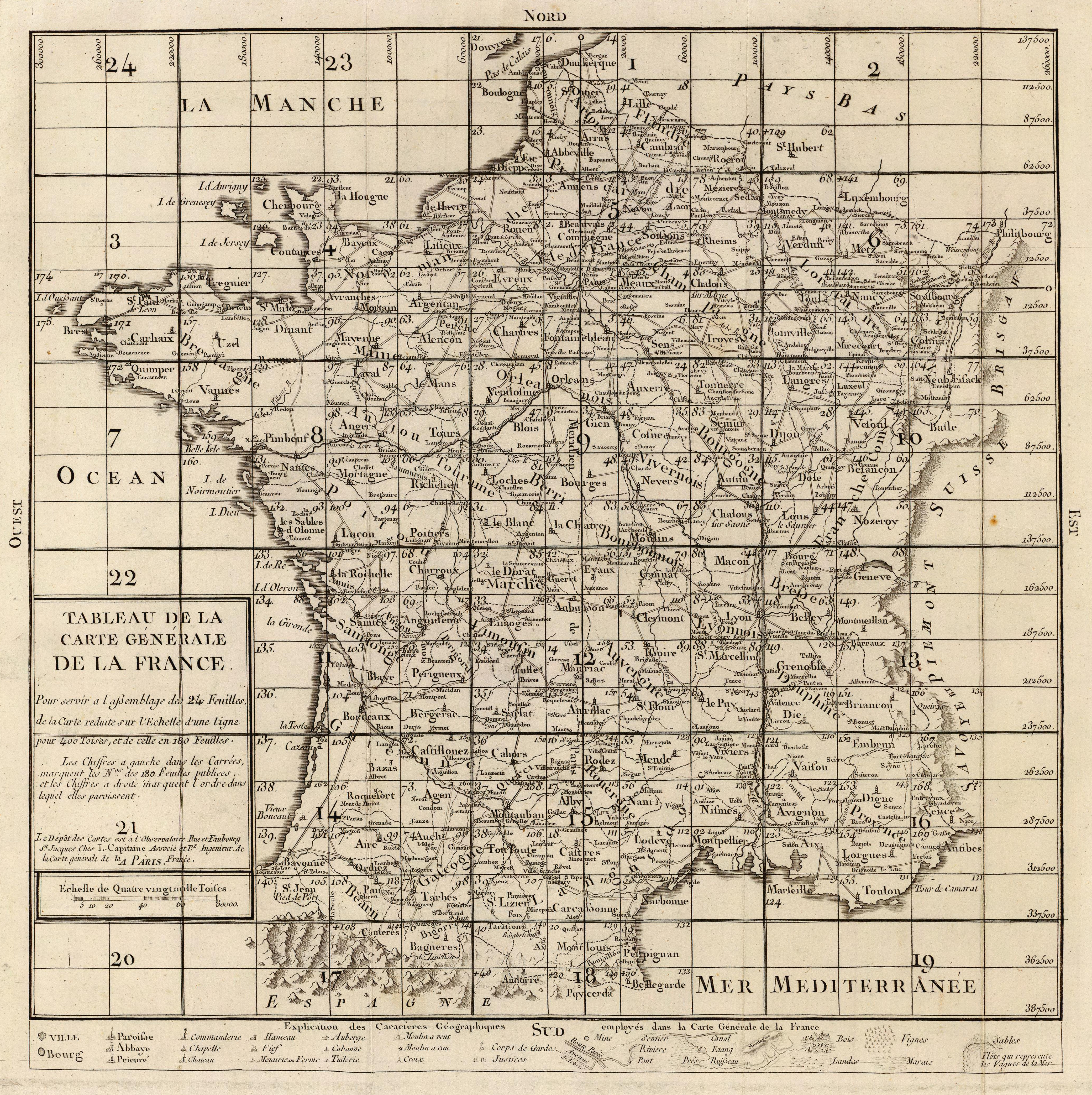
Taula de reunió del mapa general de França, 1797, col·lecció Rumsey.

El mapa de Cassini, encara que poc precisos pel que fa a les dades del paisatge, aporten, a més d'altres fonts, informació interessant per a diferents disciplines, com ara la geografia històrica, l'estudi de la toponímia, l'arqueologia o l'ecologia retrospectiva. També és útil per a l'Inventari General del Patrimoni Cultural.
El mapa de Cassini també es va utilitzar per a estudis sobre la qualitat de l'aigua a la conca del Sena. De fet, se sap que les masses d'aigua estancades com les basses tenen un paper de filtre que atrapa el nitrogen responsable, entre altres coses, de l'eutrofització dels cursos d'aigua i de les zones costaneres. A partir d'aquesta observació, els estanys cartografiats per Cassini a la conca del Sena van ser digitalitzats i integrats en un sistema d'informació geogràfica. Les aproximadament 2.500 basses així registrades es van integrar després en un model que descriu la qualitat de l'aigua dins de la xarxa hidrogràfica. La idea era simular l'efecte de la reintroducció d'aquestes basses en el context físic i humà actual. En definitiva, aquesta reintroducció permetria una reducció dels cabals de nitrogen d'un 2 a un 20% en funció de la ubicació de la xarxa hidrogràfica.